# Svarttjärnen (Bjuråkers socken, Hälsingland)
Svarttjärnen är en sjö i Hudiksvalls kommun i Hälsingland och ingår i Harmångersåns huvudavrinningsområde. Sjön har en area på 0,0608 kvadratkilometer och ligger 150,3 meter över havet.

## Delavrinningsområde
Svarttjärnen ingår i det delavrinningsområde (687404-155077) som SMHI kallar för Ovan Ysjöbäcken. Medelhöjden är 168 meter över havet och ytan är 13,55 kvadratkilometer. Räknas de 16 avrinningsområdena uppströms in blir den ackumulerade arean 120,83 kvadratkilometer. Gimmaån (Lingån) som avvattnar avrinningsområdet har biflödesordning 2, vilket innebär att vattnet flödar genom totalt 2 vattendrag innan det når havet efter 39 kilometer. Avrinningsområdet består mestadels av skog (89 procent). Avrinningsområdet har 0,06 kvadratkilometer vattenytor vilket ger det en sjöprocent på 0,5 procent.